# Roger Dorchy
Roger Dorchy, né le 15 septembre 1944 à La Ferté-Saint-Samson (Seine-Maritime) et mort le 26 juillet 2023 à Beauvais, est un pilote automobile d'endurance français. Il est détenteur du record de vitesse aux 24 Heures du Mans. 

## Biographie

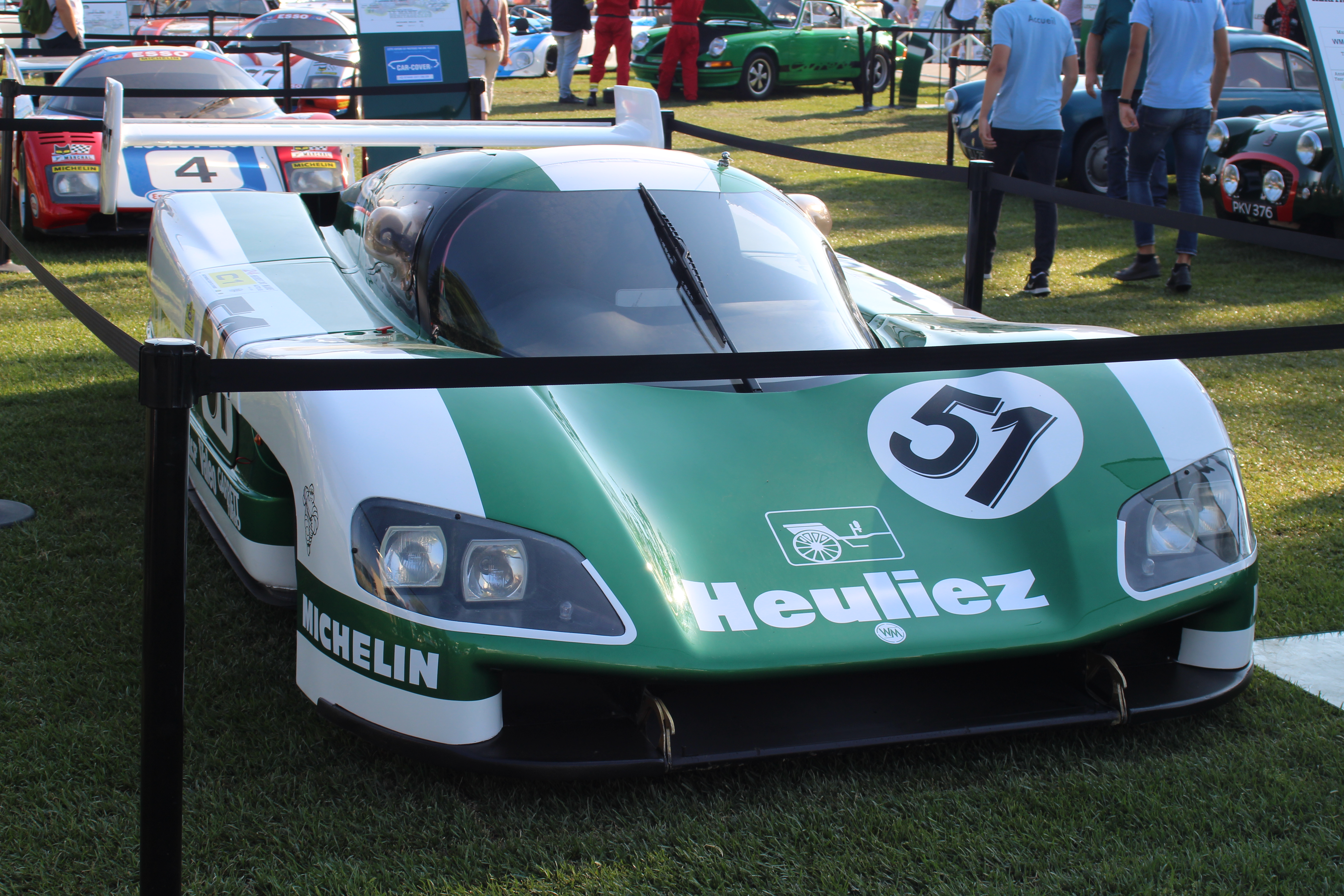
Welter-Meunier P88 du record de vitesse au Mans

Il participe treize fois aux 24 Heures du Mans entre 1974 et 1989, et détient encore à l'heure actuelle le record du monde de vitesse en course sur circuit. Ce dernier a été réalisé dans la célèbre ligne droite des Hunaudières avec 405 km/h (record réalisé en 1988, au volant d'une WM P88 à moteur Peugeot). En réalité, la vitesse enregistrée par le radar était de 407 km/h, mais il a été convenu avec Peugeot de retenir 405 afin de faire la promotion de la voiture du même nom.
Avec Guy Fréquelin, il est quatrième en 1980 sur WM P79 (Peugeot), ce qui constitue la meilleure position au classement général de cette course pour Welter Racing.
En 1984, il finit troisième des 500 km Monza sur BMW 635 CSi. Cette même année, il mène également les 24h du Mans pendant plusieurs tours après avoir dépassé les Lancia et les Porsche officielles, mais une rupture de frein en bout de ligne droite mettra un terme aux rêves de l'équipe. 
En 2002, il effectue à 58 ans encore une saison complète en Championnat de France FFSA GT sur Porsche 996 GT3 Cup.
Il prend officiellement sa retraite sportive en 2003. La même année où il commence à faire courir son fils, Joffrey Dorchy, dans les compétitions de karting puis en automobile à partir de 2009.  
Il meurt le 26 juillet 2023, âgé de 78 ans à Beauvais.